# Arophyton
Arophyton Jum. – rodzaj roślin należący do rodziny obrazkowatych, liczący 7 gatunków endemicznych dla północno-wschodniego Madagaskaru. Nazwa naukowa rodzaju pochodzi od greckich słów άρης (aris →
arum – roślina z rodzaju obrazków) oraz φυτό (phyto – roślina).

## Charakterystyka
Rośliny z rodzaju Arophyton są bylinami, geofitami (A. buchetii jest epifitem), przechodzącymi okres spoczynku w porze suchej. Rośliny tworzą kłącze (w przypadku A. pedatum bulwę pędową). Blaszki liściowe sercowate, oszczepowate, trójlistkowe, trójdzielne lub wachlarzowatopalczaste, o użyłkowaniu równolegle-pierzastym do siatkowatego. Rośliny jednopienne, tworzące kwiatostan typu kolbiastego pseudancjum, o kolbie czasami z krótkim, sterylnym wyrostkiem. Kwiaty jednopłciowe, bezpłatkowe. Kwiaty męskie synandryczne, ścięte, z położonymi wierzchołkowo pylnikami. Kwiaty żeńskie otoczone kubkowatymi synandriami.
Przedstawiciele rodzajów Colletogyne i Carlephyton różnią się od podobnych roślin z rodzaju Arophyton odpowiednio niezmiennie sercowatymi blaszkami, kolbą w odcinku pokrytym kwiatami żeńskimi przyrośniętą do pochwy i jednopręcikowymi synandriami (Colletogyne) oraz kolbą pokrytą na całej długości płodnymi kwiatami (Carlephyton).

## Systematyka
Pozycja rodzaju według Angiosperm Phylogeny Website (aktualizowany system APG IV z 2016)Należy do plemienia Arophyteae, podrodziny Aroideae, rodziny obrazkowatych, rzędu żabieńcowców w kladzie jednoliściennych.
Pozycja rodzaju w systemie Reveala z roku 2007 (2010)Gromada okrytonasienne (Magnoliophyta Cronquist, Takht. & Zimmerm. ex Reveal), podgromada Magnoliophytina (Frohne & U. Jensen ex Reveal), klasa Magnoliopsida (Brongn.), podklasa żabieńcowe (Alismatidae Takht.), nadrząd obrazkopodobne (Aranae Thorne ex Reveal), rząd obrazkowce (Arales Juss. ex Bercht. & J. Presl), rodzina obrazkowate (Araceae Juss.).
Pozycja rodzaju według Crescent Bloom (system Reveala z lat 1993–1999)Gromada okrytonasienne (Magnoliophyta Cronquist), podgromada Magnoliophytina (Frohne & U. Jensen ex Reveal), klasa jednoliścienne (Liliopsida Brongn.), podklasa obrazkowe (Aridae Takht.), nadrząd obrazkopodobne (Aranae Thorne ex Reveal), rząd obrazkowce (Arales Dumort.), rodzina obrazkowate (Araceae Juss.).
Gatunki
- Arophyton buchetii Bogner
- Arophyton crassifolium (Buchet) Bogner
- Arophyton humbertii Bogner
- Arophyton pedatum Buchet
- Arophyton rhizomatosum (Buchet) Bogner
- Arophyton simplex Buchet
- Arophyton tripartitum Jum.